# Tracey Wilkinson
Tracey Wilkinson es una actriz inglesa, más conocida por haber interpretado a Di Fenner en la serie Bad Girls. 

## Carrera
En 1996 apareció por primera vez en la serie policíaca The Bill, donde interpretó a Janet Tate en el episodio "Dangerous Game"; apareció nuevamente en 1997 dando vida a Ellen Naughton en el episodio "Flesh and Blood", finalmente su última aparición en la serie fue en 2008, cuando interpretó a Judy Henshaw en los episodios "Secret History: Part 1 & 2".
En 2000 se unió al elenco principal de la segunda temporada de la serie Bad Girls, donde interpretó a la oficial de policía Di Baker-Fenner hasta la séptima temporada en 2005.
En 2012 apareció como invitada en la serie médica Doctors, donde dio vida a Lynn Goodwin en el episodio "Blue Eyed Boy"; anteriormente había aparecido por primera vez en la serie en 2009, cuando interpretó a Marji Walsh durante el episodio "Doctor Who?". En 2014 se unió al elenco recurrente de la serie Outlander, donde interpreta a la señora Graham.

## Filmografía

### Series de televisión
| Año             | Título                   | Personaje                | Notas                          |
| --------------- | ------------------------ | ------------------------ | ------------------------------ |
| 2014 - presente | Outlander                | Mrs. Graham              | 4 episodios                    |
| 2012            | Doctors                  | Lynn Goodwin             | episodio "Blue Eyed Boy"       |
| 2009            | Inspector George Gently  | Margaret Bishop          | episodio "Gently in the Night" |
| 2008            | The Bill                 | Judy Henshaw             | 2 episodios                    |
| 2007            | After You've Gone        | Florista                 | episodio "Love and War"        |
| 2000 - 2005     | Bad Girls                | Di Fenner                | 76 episodios                   |
| 2000            | Holby City               | Michelle Jenkins         | episodio "Trust"               |
| 1998 - 1999     | Grafters                 | Karen                    | 4 episodios                    |
| 1997            | Heartbeat                | Molly Ainsworth          | episodio "Playing with Trains" |
| 1997            | Rag Nymph                | Nellie                   | 3 episodios - miniserie        |
| 1997            | Casualty                 | Abby Fisher              | episodio "Counting the Cost"   |
| 1997            | Kavanagh QC              | Patricia Linzey          | episodio "Blood Money"         |
| 1996            | Our Friends in the North | Elaine Cox               | 3 episodios - miniserie        |
| 1988            | Screen Two               | Estudiante de Enfermería | episodio "Love Birds"          |
| 1988            | Playbus                  | -                        | 5 episodios                    |
| 1985            | The Practice             | Cheryl                   | 3 episodios                    |
| 1984            | Travelling Man           | Joven                    | episodio "Grasser"             |

### Películas
| Año  | Título       | Personaje            | Notas                                                                                                   |
| ---- | ------------ | -------------------- | --- |
| 2016 | Sink         | Lorraine             | junto a Martin Herdman, Ian Hogg, Marlene Sidaway y Josh Herdman                                        |
| 2000 | Billy Elliot | Maestra de Geografía | junto a Jamie Bell, Adam Cooper, Julie Walters, Gary Lewis, Janine Birkett, Jamie Draven y Jean Heywood |

### Teatro
| Año  | Obra                     | Personaje                       | Director (a)         | Teatro                 | Notas                                                |
| ---- | ------------------------ | ------------------------------- | -------------------- | ---------------------- | ---------------------------------------------------- |
| 2012 | Fred's Diner             | Heather                         | Tim Hoare            | Chichester Festival    | junto a Cush Jumbo y Olivia Poulet                   |
| 2012 | Pigeon House             | Doris Bapst                     | Erica Whyman         | Arcola Theatre         | -                                                    |
| 2011 | The Bullet               | Billie                          | Vik Sivalingam       | -                      | -                                                    |
| 2010 | My Dad's a Birdman       | Tía Doreen                      | Oliver Mears         | Young Vic Theatre      | junto a Charlie Sanderon                             |
| 2008 | Our Friends in the North | Florrie Hutchinson / Mrs. Kelly | Erica Whyman         | -                      | -                                                    |
| 2007 | Our Countrys Good        | Liz Morden                      | Edward Dick          | -                      | -                                                    |
| 2006 | In Your Hands            | Natasha                         | Julian Wolford       | New End Theatre        | -                                                    |
| 1999 | Guiding Star             | Carol Fitzgobbon                | Gemma Bodinetz       | Cottesloe Theatre      | junto a Colin Tierney, Kieran O'Brien y Jake Abraham |
| 1996 | The Price of Meat        | Felicia                         | Paul Sanford         | Nuffield Theatre       | -                                                    |
| 1994 | Andora                   | Asistente del Director          | Alan Lyddiard        | Northern Stage         | -                                                    |
| 1994 | Tiebele and her Demon    | Genendel                        | Gregory Dityatkovsky | Manchester L. Theatre  | -                                                    |
| 1993 | Animal Farm              | Squealer                        | Alan Lyddiard        | Northern S. Theatre    | -                                                    |
| 1993 | Stars in the Morning Sky | Anna                            | Alan Lyddiard        | Northern S. Theatre    | -                                                    |
| 1992 | Hawks and Doves          | Karen                           | Patrick Sanford      | Nuffield Theatre       | -                                                    |
| 1992 | Walter                   | Joyce                           | Hamish Glen          | -                      | -                                                    |
| 1990 | A Curious Accident       | Mariana                         | Jeremy Raison        | Nuffield Theatre       | -                                                    |
| 1986 | Woundings                | Denise Jones                    | Greg Hersov          | Royal Exchange Theatre | -                                                    |
| 1986 | Short Change             | Sheila                          | Tim Fywell           | Royal Court Theatre    | -                                                    |